# إعادة شراء الأسهم

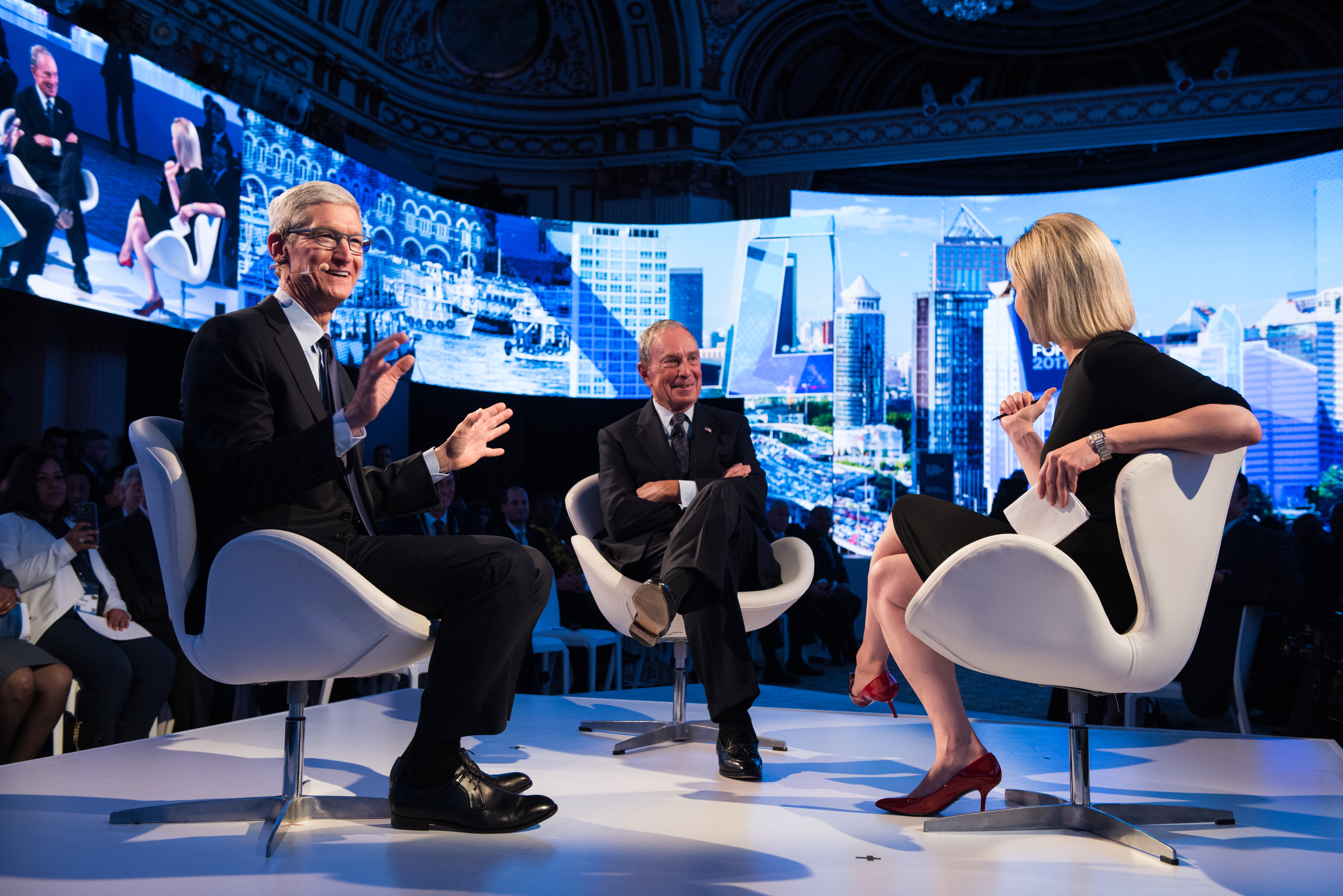

إعادة شراء الأسهم هو مصطلح اقتصادي (بالإنجليزية: stock buyback) ويعني إعادة ملكية الأسهم المباعة إلى خزينة الشركة الأُم، وتمثل طريقة مرِنة لاستعادة أموال الشركة من حملة أسهمها التي تم طرحها في مرحلة سابقة (اكتتاب).
في معظم البلدان، يمكن لشركة إعادة شراء أسهمها من خلال توزيعات نقدية للمساهمين الحاليين في مقابل الحصول على جزء من الأسهم غير المسددة للشركة.
ومن الناحية النظرية تهدف الشركات من جمع الأموال من البورصة إلى الاستثمار في نموها في المستقبل، لكن العكس تماماً هو الذي يحدث. ووفقاً لشركة بلومبيرغ كان حجم عمليات إعادة شراء الأسهم العام الماضي 550 مليار دولار (في السنة)، في حين إن كمية الأموال الجديدة التي تدخل السوق في الغالب إلى صناديق الاستثمار المشتركة والصناديق التي يتم تدوالها في البورصة، بلغت 85 مليار دولار فقط. وخلال عام 2015 زاد هذا الاتجاه بشكل كبير ووصل إلى رقم قياسي بلغ 104 مليار دولار في شهر شباط فقط.
إن الأسهم التي تحقق أرباح قصيرة الأجل يكون على حساب المستقبل فمثلاً كثير من رؤساء الشركات يتخذون اجراءات يمكن أن تحقق العوائد الفورية للمساهمين، لكن في الوقت نفسه تؤدي إلى تخفيض الاستثمار في الابتكار أو القوى العاملة الماهرة أو النفقات الرأسمالية الأساسية اللازمة للحفاظ على النمو طويل الأجل.

## الطرق

### السوق المفتوح
طريقة إعادة شراء الأسهم الأكثر شيوعا في الولايات المتحدة هو السوق المفتوح لإعادة شراء الأسهم، وهو ما يمثل تقريبا 75٪ من جميع عمليات إعادة شراء. وهناك الشركة تعلن أنها ستقوم بإعادة شراء بعض الأسهم في السوق المفتوح من وقت لآخر حسبما تمليه ظروف السوق ويحافظ على خيار اتخاذ القرار، كيف، متى، وكم لإعادة شراء. يمكن إعادة الشراءمن السوق المفتوح أن تمتد شهورا أو حتى سنوات. ومع ذلك، فإن حدود إعادة الشراء اليومية التي تحد من كمية الأسهم التي يمكن شراؤها على وجه الخصوص هو الفاصل الزمني بدءامن أشهر إلى سنوات. ولا يمكن شراء أكثر من 25٪ من متوسط حجم التداول اليومي.واعادة شراء الاسهم التي تضيف إلى حد كبير في الطلب على المدى الطويل للسهم في السوق من المحتمل أن تؤثر على الأسعار طالما استمرت عمليات إعادة الشراء. باستثناء معاملات الاسهم على المدى القصير.

### سعر العطاء الثابت
قبل عام 1981، تم إلغاء جميع عمليات إعادة الشراء باستخدام عرض سعر العطاء الثابت. بحيث يحدد هذا العرض مقدما وبسعر واحد للشراء، ويوضح عدد الأسهم المطلوبة، ومدة العرض، مع الكشف العلني المطلوب. والعروض قد تكون مشروطة عند استلام العطاءات من الحد الأدنى لعدد الأسهم، وأنه قد يسمح بالانسحاب من الأسهم الحالية قبل انتهاء تاريخ العرض. ويقرر المساهمين ما إذا كانوا يريدون المشاركة أو عدم المشاركة، وإن عدد الأسهم إلى تقدمها الشركة للعطاء بسعر محدد في كثير من الأحيان، يمنع الموظفين والمديرين ومن لهم علاقة خاصة بالشركة من المشاركة في عروض المناقصة. وإذا كان عدد الأسهم المطروحة للمناقصة يتجاوز عدد الأسهم المطلوبة، تقوم الشركة بشراء بسعر أقل من جميع الأسهم المطروحة للمناقصة بسعر الشراء على أساس تناسبي لجميع الذين تقدموا لذلك في سعر الشراء. إذا كان عدد الأسهم المطروحة للمناقصة أقل من العدد المطلوب، قد تختار الشركة تمديد تاريخ انتهاء العرض.

### المزاد العلني
أدخل المزاد العلني كطريقة من طرق إعادة شراء الأسهم في عام 1981 ويسمح لشكل بديل للعطاء. ويحدد عرض المزاد العلني نطاق سعري من خلاله يتم شراء الأسهم في نهاية المطاف. ودعوة المساهمين للمناقصة في شراء هذه الأسهم إذا رغبوا بذلك بأي ثمن داخل النطاق المحدد. ثم تجمع الشركة الردود المطروحة، وتخلق منحنى الطلب للسهم. وسعر الشراء بأدنى سعر للسماح للشركة بشراء عدد من الأسهم بسعر العرض، ويدفع هذا السعر الشركة بطرح أسهم بنفس السعر أو أقل لجميع المستثمرين. وإذا كان عدد الأسهم المطروحة للمناقصة يتجاوز عدد الأسهم المطلوبة تقوم الشركة بشراء أسهمها بسعر أقل من أو أقل من سعر الشراء على أساس تناسبي لجميع الذين تقدموا للشراء. إذا تم طرح عدد قليل جدا من الأسهم، تقوم الشركة إما بإلغاء العروض (شريطة انها تكون حددت الحد الأدنى للقبول)، أو أنها تشتري مرة أخرى جميع الأسهم بالحد الأقصى للسعر.

## إعادة الشراء بطريقة انتقائية
إعادة الشراء الانتقائية هي طريقة ليس متاحة للعرض إلى كل المساهمين، على سبيل المثال، إذا تم إجراء ذلك يكون هذا العروض فقط لبعض المساهمين في الشركة. في الولايات المتحدة، لم يكن يحتاج إلى موافقة المساهمين الخاصة لإعادة الشراء الانتقائية. بينما في المملكة المتحدة البريطانية، يجب أولا أن تتم الموافقة على مخطط من قبل جميع المساهمين، أو عن طريق قرار خاص (يتطلب أغلبية 75٪) من أفراد الذين يسمح لهم بالإدلاء بالتصويت من قبل المساهمين. والمساهمون البائعون لا يصوتون لصالح القرار الخاص للموافقة على إعادة شراء الانتقائية. ويبلغ المساهمين باشعار لعقد اجتماع للتصويت على إعادة الشراء الانتقائية ويجب أن تتضمن بيانا يحدد فيه كل المعلومات ذات الصلة لهذا الاقتراح، على الرغم من أنه ليس من الضروري للشركة توفير المعلومات التي سبق الكشف عنها للمساهمين، وإذا كان هذا سيكون من غير المعقول.